# Genootschap voor Reclame
Het Genootschap voor Reclame (GVR) is een Nederlandse vereniging die erop gericht is de maatschappelijke en economische erkenning van reclame te bevorderen. Het GVR houdt een slagzinnenregister bij waarin bedrijven, instellingen en overheden tegen betaling hun slagzinnen kunnen laten registreren. Deze registratie biedt geen wettelijke bescherming. Volgens het GVR zorgt registratie wel voor bewijsvoordeel als er auteursrechtproblemen ontstaan. Het GVR organiseert ook twee à drie keer per jaar besloten bijeenkomsten voor genoten (leden).

## Geschiedenis
Het GVR komt voort uit de in 1923 opgerichte Vereeniging voor Reclame. In 1927 werd de naam veranderd in Genootschap voor Reclame. Terwijl andere organisaties binnen de reclame zich vooral bezighielden met de belangenbehartiging van bijvoorbeeld reclamebureaus of adverteerders, stond het GVR open voor iedere medewerker in het reclamevak. In 1971 was het aantal leden met circa 1000 op het hoogtepunt. In april 2017 telt het GVR zo'n 100 leden.
Vanaf de jaren dertig organiseerde het GVR jaarlijks meerdaagse congressen, over onderwerpen als 'Reclame en de crisis' (1932) en 'De reclame en de consument' (1959). Om tegemoet te komen aan de kritiek dat de congressen te saai waren, werd voor het congres in 1969 een congrescommissie samengesteld met jonge mensen, onder wie Kees van Kooten, Wim T. Schippers en Paul Mertz. Tijdens een optreden van een Engelse popgroep stond het volume zo hoog dat een van de bestuursleden van het GVR het podium opklom en de gitarist de gitaar uit zijn handen trok. Het congres zou de geschiedenis ingaan als het 'rampcongres'.
Het GVR gaf in de beginjaren ook een eigen reclamevakblad uit, het Officieel Orgaan van het Genootschap voor Reclame (1932-1937). Vanaf 1938 werd dit blad opgenomen in het reclamevakblad Revue der Reclame.
Vanaf 1928 hield het reclamevakblad Meer Baet een slagzinnenregister bij. In 1938 nam het GVR deze registratie over.